# Jalladiampet
Jalladiampet es una ciudad censal situada en el distrito de Chennai en el estado de Tamil Nadu (India). Su población es de 19100 habitantes (2011). Se encuentra a 18 km de Chennai y a 62 km de Kanchipuram. 

## Demografía
Según el censo de 2011 la población de Jalladiampet era de 19100 habitantes, de los cuales 9609 eran hombres y 9491 eran mujeres. Jalladiampet tiene una tasa media de alfabetización del 86,90%, superior a la media estatal del 80,09%: la alfabetización masculina es del 92,03%, y la alfabetización femenina del 81,74%.